# 1850 in Zwitserland

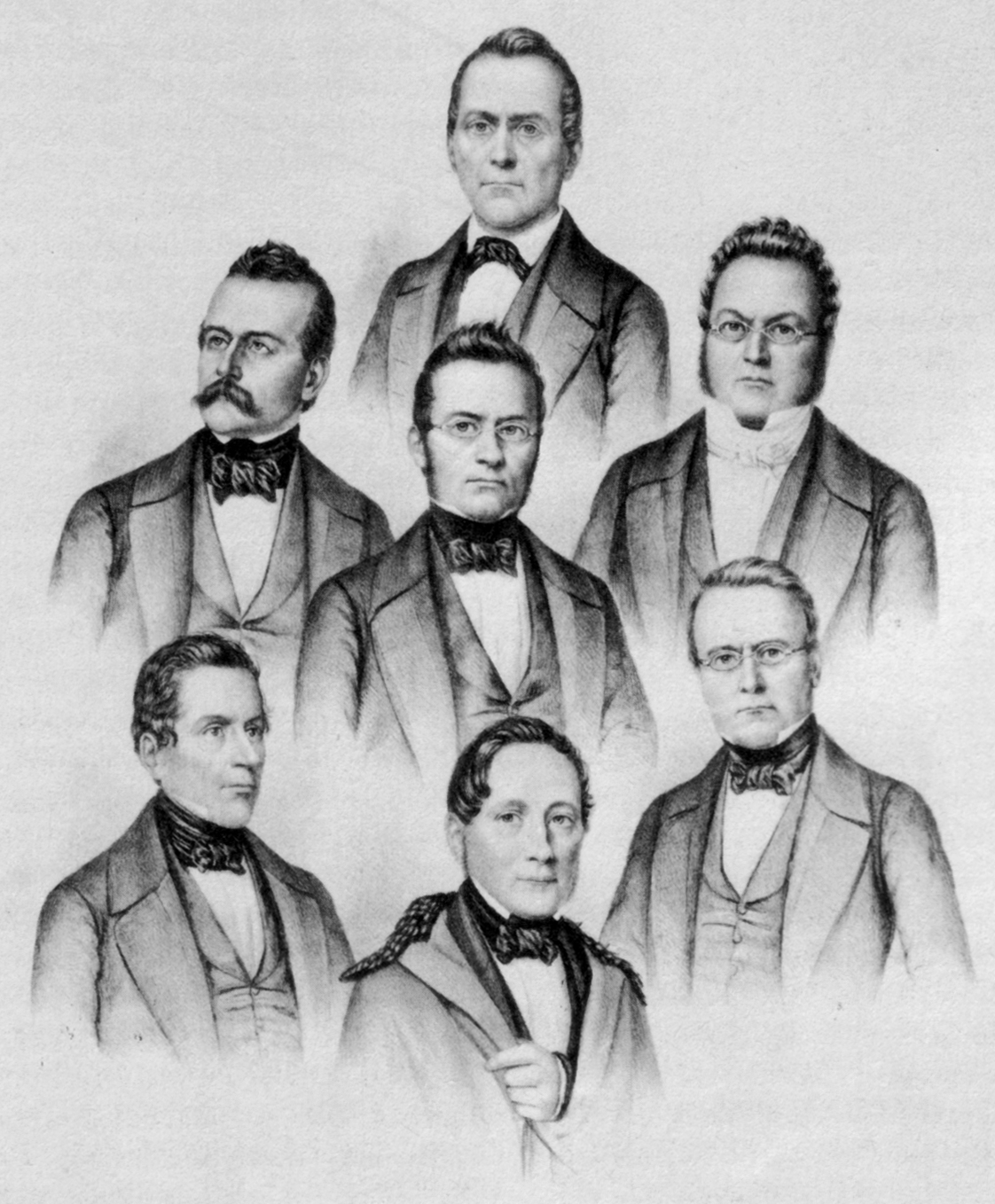
De Bondsraad van 1850.

Dit artikel beschrijft het verloop van 1850 in Zwitserland.

## Ambtsbekleders
De Bondsraad was in 1850 samengesteld als volgt:
| Naam | Naam                   | Partij    | Kanton       | Functie                                                               |
| ---- | ---------------------- | --------- | ------------ | --------------------------------------------------------------------- |
|      | Daniel-Henri Druey     | radicalen | Vaud         | Bondspresident in 1850; hoofd van het Departement van Politieke Zaken |
|      | Martin Josef Munzinger | radicalen | Solothurn    | Vicebondspresident in 1850; hoofd van het Departement van Financiën   |
|      | Jonas Furrer           | radicalen | Zürich       | Hoofd van het Departement van Justitie en Politie                     |
|      | Stefano Franscini      | radicalen | Ticino       | Hoofd van het Departement van Binnenlandse Zaken                      |
|      | Friedrich Frey-Herosé  | radicalen | Aargau       | Hoofd van het Departement van Handel en Douane                        |
|      | Wilhelm Matthias Naeff | radicalen | Sankt Gallen | Hoofd van het Departement van Posterijen en Constructie               |
|      | Ulrich Ochsenbein      | radicalen | Bern         | Hoofd van het Departement van Militaire Zaken                         |

De Bondsvergadering werd voorgezeten door:
| Naam | Naam                   | Partij    | Kanton  | Functie                                                            |
| ---- | ---------------------- | --------- | ------- | ------------------------------------------------------------------ |
|      | Alfred Escher          | radicalen | Zürich  | Voorzitter van de Nationale Raad (tot 9 mei 1850)                  |
|      | Johann Conrad Kern     | radicalen | Thurgau | Voorzitter van de Nationale Raad (van 1 juli tot 21 december 1850) |
|      | François Briatte       | radicalen | Vaud    | Voorzitter van de Kantonsraad (tot 9 mei 1850)                     |
|      | Johann Jakob Rüttimann | liberalen | Zürich  | Voorzitter van de Kantonsraad (van 1 juli tot 21 december 1850)    |

## Gebeurtenissen

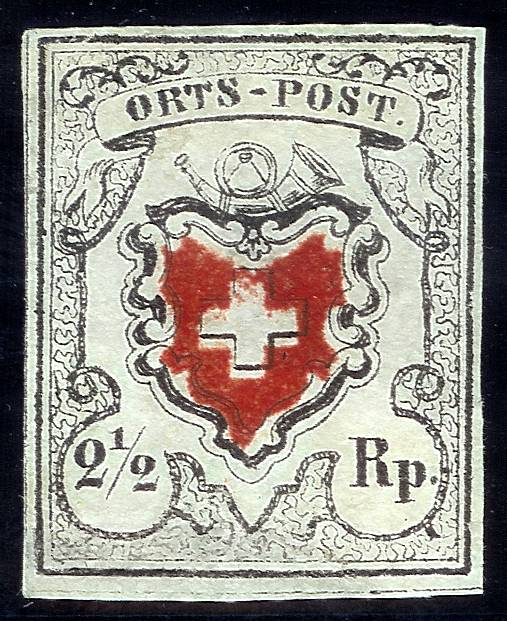
Voorbeeld van de eerste Zwitserse postzegels.

- De Confederatie bestelt bij de Engelse ingenieurs Robert Stephenson en Henry Swinburne een studie ter ontwikkeling van het Zwitserse spoorwegennet.[5]
- Het Bieler Tagblatt verschijnt voor het eerst, zij het toen echter onder de naam Seeländer Bote. De oprichter van dit dagblad is Franz Josef Amatus Gassmann. De krant verschijnt driemaal per week. Pas in 1904 zou er een dagelijkse uitgave komen van de krant.[6]
- Ook de Zürichse krant Zürcher Unterländer verschijnt voor het eerst.
- In Zürich richt men de Bank Sparhafen Zürich op. In het district Bucheggberg ontstaat de Spar- und Leihkasse Bucheggberg.
- In Luzern wordt de Kantonale Spar- und Leihkasse opgericht, de huidige Kantonnale Bank van Luzern.
- De eerste Zwitserse postzegels worden uitgebracht.

### Maart
- Voor het eerst vindt er een federale volkstelling plaats in Zwitserland.

### Mei

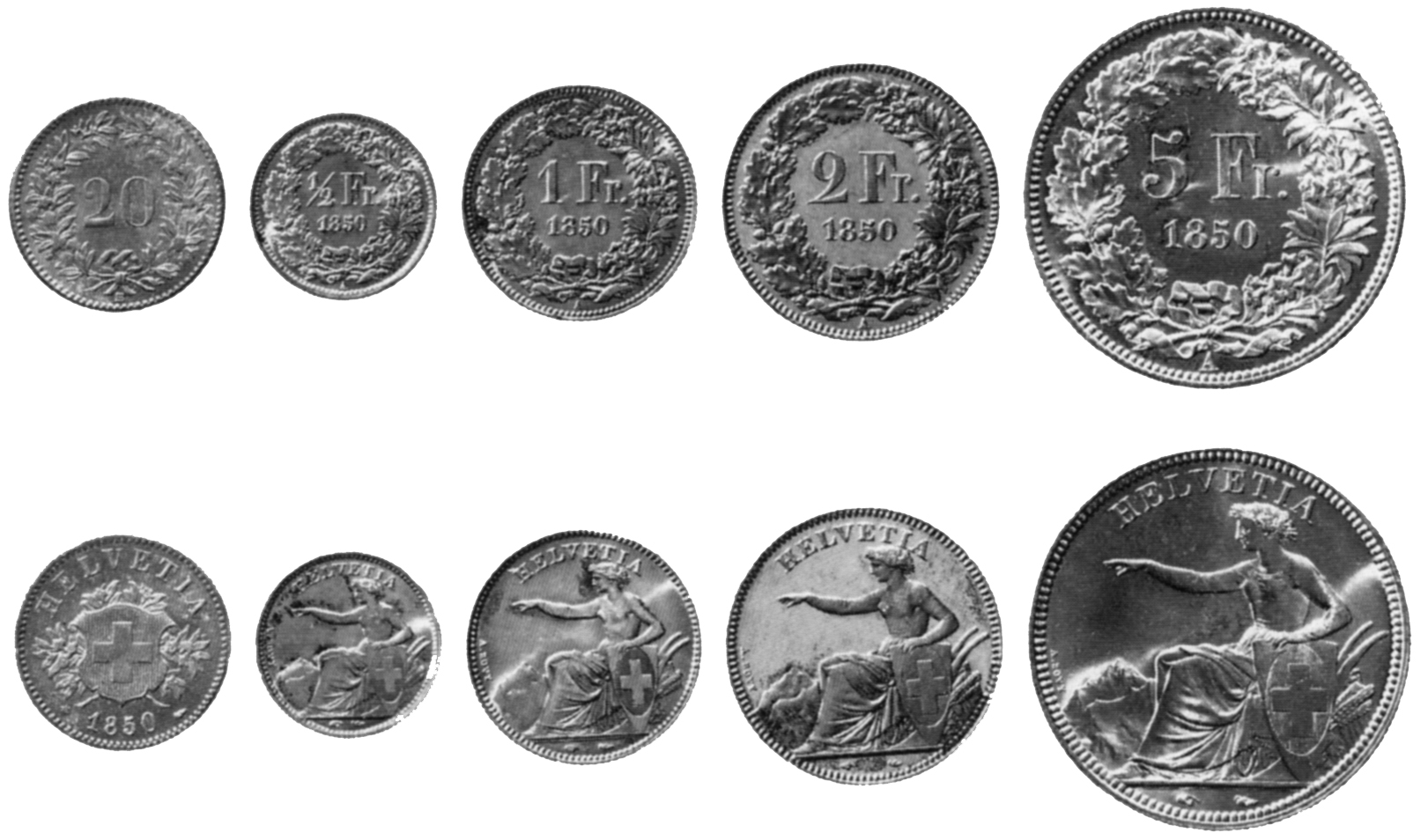
De eerste Zwitserse franken.

- 7 mei: De Zwitserse frank wordt ingevoerd. Deze eengemaakte munteenheid vervangt de verschillende kantonnale munteenheden, zoals de Ticinese frank, die vooralsnog golden.

### Oktober
- 1 oktober: Louis Jent uit het kanton Solothurn richt het dagblad Der Bund op. Het verschijnt op 1.000 exemplaren.

## Geboren
- 12 januari: Louise Cornaz, schrijfster en redactrice (overl. 1914)
- 23 februari: César Ritz, hotelier (overl. 1918)
- 25 maart: Adolfo Feragutti Visconti, Italiaans-Zwitsers kunstschilder (overl. 1924)
- 2 april: Charles Giron, kunstschilder (overl. 1914)
- 24 april: Giovanni Battista Pioda, diplomaat (overl. 1914)
- 3 juli: Hermann Jent, uitgever en drukker (overl. 1915)
- 20 juli: Edmond de Palézieux, kunstschilder (overl. 1924)
- 9 augustus: Johann Büttikofer, zoöloog (overl. 1929)
- 1 november: Pauline Chaponnière-Chaix, maatschappelijk werkster, verpleegster en feministe (overl. 1934)
- 6 november: Jakob Kuoni, pedagoog en schrijver (overl. 1928)
- 27 november: Helene von Mülinen, feministe en activiste (overl. 1924)
- 19 december: Friedrich Lüthi, schutter en Olympisch kampioen (overl. 1913)
- 24 december: Alfred Kern, chemicus en ondernemer (overl. 1893)

## Overleden
- 2 januari: David Charles Odier, bankier en politicus (geb. 1765)
- 23 mei: Alexandre Moritzi, botanicus (geb. 1806)
- 30 november: Germain Henri Hess, chemicus en arts (geb. 1802)
- 12 december: Jenny Eckhardt, kunstschilderes (geb. 1816)

1848
· 1849
· 1850
· 1851
· 1852
· 1853
· 1854
· 1855
· 1856
· 1857
· 1858
· 1859
· 1860
· 1861
· 1862
· 1863
· 1864
· 1865
· 1866
· 1867
· 1868
· 1869
· 1870
· 1871
· 1872
· 1873
· 1874
· 1875
· 1876
· 1877
· 1878
· 1879
· 1880
· 1881
· 1882
· 1883
· 1884
· 1885
· 1886
· 1887
· 1888
· 1889
· 1890
· 1891
· 1892
· 1893
· 1894
· 1895
· 1896
· 1897
· 1898
· 1899
· 1900
· 1901
· 1902
· 1903
· 1904
· 1905
· 1906
· 1907
· 1908
· 1909
· 1910
· 1911
· 1912
· 1913
· 1914
· 1915
· 1916
· 1917
· 1918
· 1919
· 1920
· 1921
· 1922
· 1923
· 1924
· 1925
· 1926
· 1927
· 1928
· 1929
· 1930
· 1931
· 1932
· 1933
· 1934
· 1935
· 1936
· 1937
· 1938
· 1939
· 1940
· 1941
· 1942
· 1943
· 1944
· 1945
· 1946
· 1947
· 1948
· 1949
· 1950
· 1951
· 1952
· 1953
· 1954
· 1955
· 1956
· 1957
· 1958
· 1959
· 1960
· 1961
· 1962
· 1963
· 1964
· 1965
· 1966
· 1967
· 1968
· 1969
· 1970
· 1971
· 1972
· 1973
· 1974
· 1975
· 1976
· 1977
· 1978
· 1979
· 1980
· 1981
· 1982
· 1983
· 1984
· 1985
· 1986
· 1987
· 1988
· 1989
· 1990
· 1991
· 1992
· 1993
· 1994
· 1995
· 1996
· 1997
· 1998
· 1999
· 2000
· 2001
· 2002
· 2003
· 2004
· 2005
· 2006
· 2007
· 2008
· 2009
· 2010
· 2011
· 2012
· 2013
· 2014
· 2015
· 2016
· 2017
· 2018
· 2019
· 2020
· 2021
· 2022
· 2023